# Cristoforo Lanfranchini
Cristoforo Lanfranchini (oder Lanfranchino), latinisiert als Christophorus Lanfranchinus (* 1430 in Verona; † 20. Juni 1504 ebenda) war ein italienischer Diplomat, Politiker und Jurist des 15. Jahrhunderts.

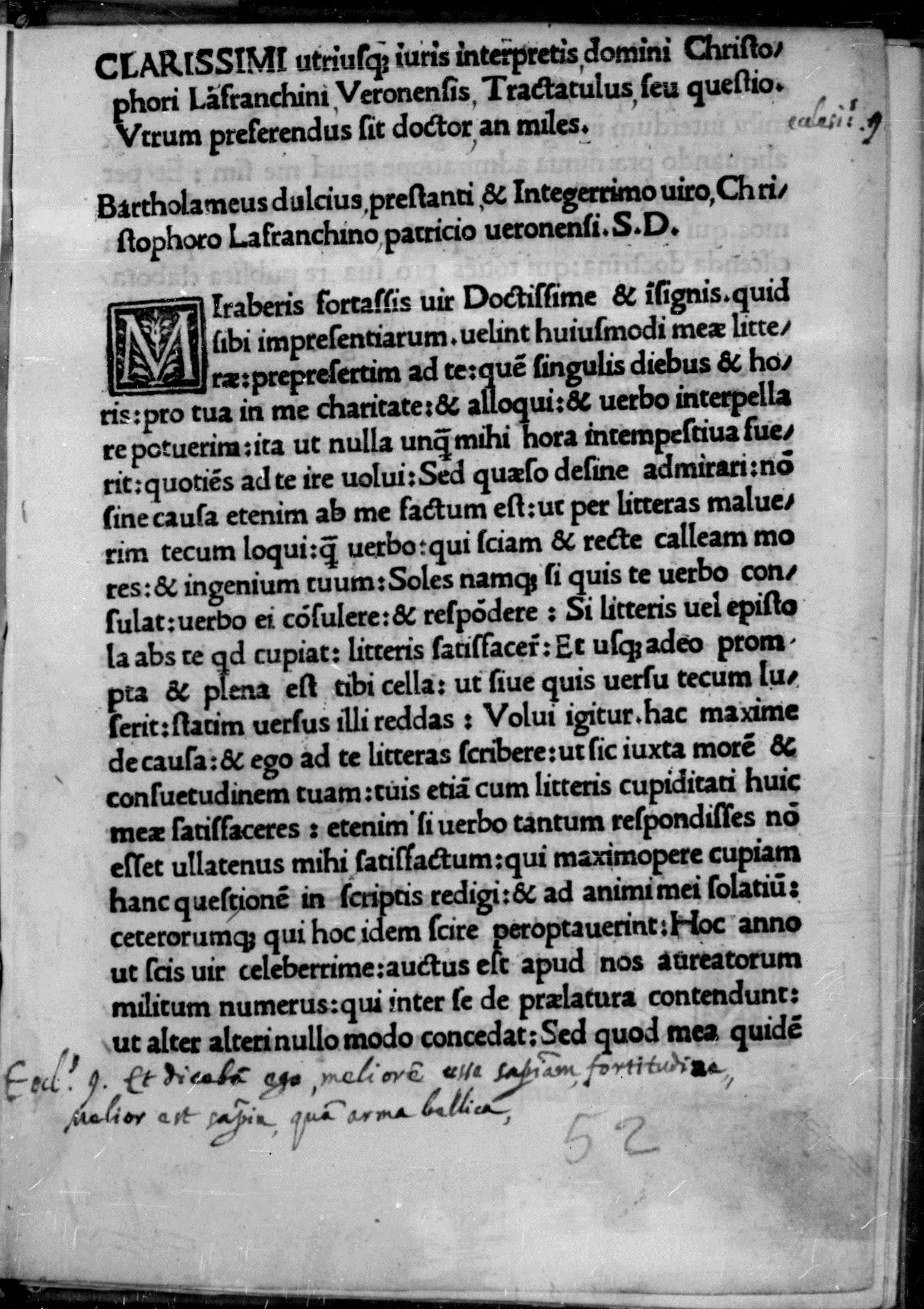
Cristoforo Lanfranchini, Quaestio utrum praeferendus sit doctor an miles, 1497

## Leben
Cristoforo war der älteste Sohn von Lanfranchino und wurde 1430 in Verona geboren. Er stammte aus einer Familie mit bescheidenen Verhältnissen, aber 1441 erhielt die Familie durch das Testament seines Onkels Giacomo de Paniciis ein großes Vermögen, das Cristoforo ein regelmäßiges Studium ermöglichte; er studierte Rechtswissenschaft an der Universität Bologna, dann in Ferrara wurde er 1448 außerordentlicher Professor für Zivil- und Kirchenrecht und erhielt 1455, den Doktortitel im Kirchenrecht.
Der Titel comes palatinus, den ihm der zur Krönung nach Italien gereiste Kaiser Friedrich III. (HRR) 1452 verlieh, ermöglichte ihm den Beginn einer erfolgreicheren diplomatischen Karriere. Zwischen 1457 und 1501 wurde Lanfranchini elfmal in die Hauptstadt Venedig geschickt, unter anderem als Redner bei der Wahl des Doge von Venedig. In Verona, wo er weiterhin politische Ämter bekleidete, war er Mitglied der Kurie des Podestà; er wurde zweimal zum Podestà von Legnago ernannt. Zusammen mit anderen Mitgliedern des städtischen Patriziats wurde Crisoforo 1462 anlässlich der Wahl des Dogen Cristoforo Moro und 1471 anlässlich der Wahl des Dogen Niccolò Tron als Redner nach Venedig geschickt, um eine Rede für die Presse mit dem Titel „Oratio ad Nicolaum Tronum“ zu verfassen, die 1472 in Verona von Giovanni da Verona veröffentlicht wurde.
1497 veröffentlichte er in Brescia den „Tractatulus seu quaestio utrum preferendus sit doctor an miles“, sein meistgeschätztes Werk, in dem er die These vertritt, dass eine militärische Laufbahn nicht zum Adel, sondern zu Tugenden und Studium führt. Er beschäftigte sich auch mit Poesie und schrieb verschiedene Reden, Epigramme und Elegien.
Er starb 1504 und wurde in der Kirche Sant’Eufemia (Verona) in Verona beigesetzt, wo er neben seinem eigenen Grabdenkmal auch ein neues Portal errichten ließ.

## Werke
- Quaestio utrum praeferendus sit doctor an miles. Angelus Britannicus, Brescia 1497. (Digitalisat)
- Accipe candidissime lector Ioa[n]nis Sulpitii Verulani in singulos Pharssaliae Lucani libros argumenta: nec non eiusdem & Omniboni Vincentini in totum volumen commentarios Simone Bevilacqua, Venedig 1493.